# ポインティングデバイス
ポインティングデバイス（英: pointing device）とは、コンピュータ上で"ポイント"するための、つまり入力位置を指し示したり座標を指し示したりするための入力装置の総称。

## 概要
位置や座標などを指定するために用いる。キーボードなどから文字や数字で位置や座標を指定する方式に比べ、直感的に操作でき、操作法に習熟していない状態でも指定しやすい。
たとえばコンピュータのディスプレイ上で位置や座標を指し示すために使われ、ポインティングデバイスの操作に応じて位置や座標を示す矢印や十字の形状のポインタ（位置を指し示すアイコン）が移動する。
スマホやタブレットなどのタッチパネル（タッチスクリーン）の場合は画面の表面に指などの接触位置を検知する透明なセンサーが内蔵されており、指（やタッチ用のペン）などで画面に触れることで位置の指示や操作対象の指示を行なうことができ、画面上にはポインタなどは表示されないことが多い。
入力装置のひとつであり、マンマシンインタフェースのひとつである。ノートPCのタッチパッドのように本体の一部となっている場合もあれば、据置型PCのマウスのように本体とは別になっていていわゆる"周辺機器"となっている場合もある。
最近多くの人々に高い頻度で使われているのは、スマートフォンのタッチパネル、ノートPCのタッチパッド、据置型PCのマウスなどである。コンピュータゲームをする人はジョイスティックも多用する（たとえばPlayStationやXboxのゲームパッドには標準でジョイスティックが組み込まれている）。

## 種類
基本的には次のような種類がある。
- タッチパッド
- マウス
- タッチパネル、スタイラス
- ジョイスティック
- ポインティング・スティック（トラックポイント）
- トラックボール
- ジョイパッド
- ペンタブレット
- ライトペン
- データグローブ
- スタイラス
  - デジタルペン
  - アクティブペン

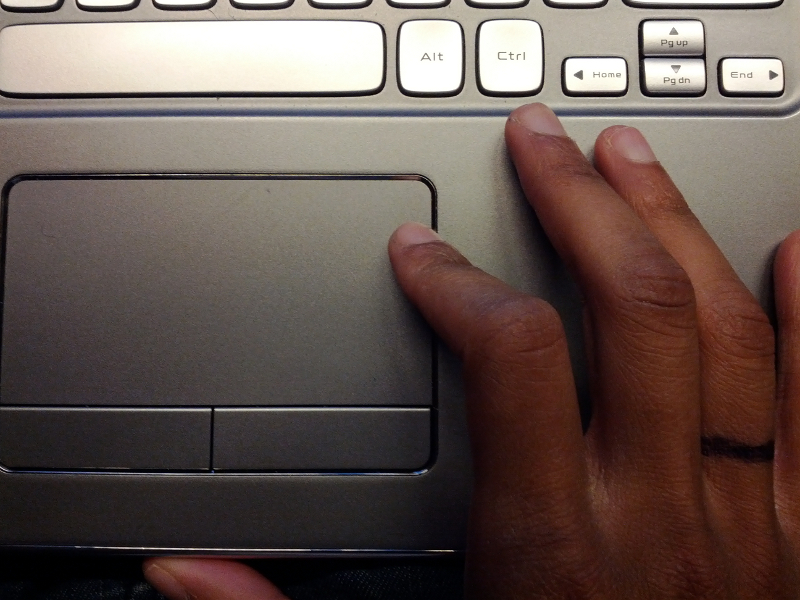
ノートPCのタッチパッド
マウス
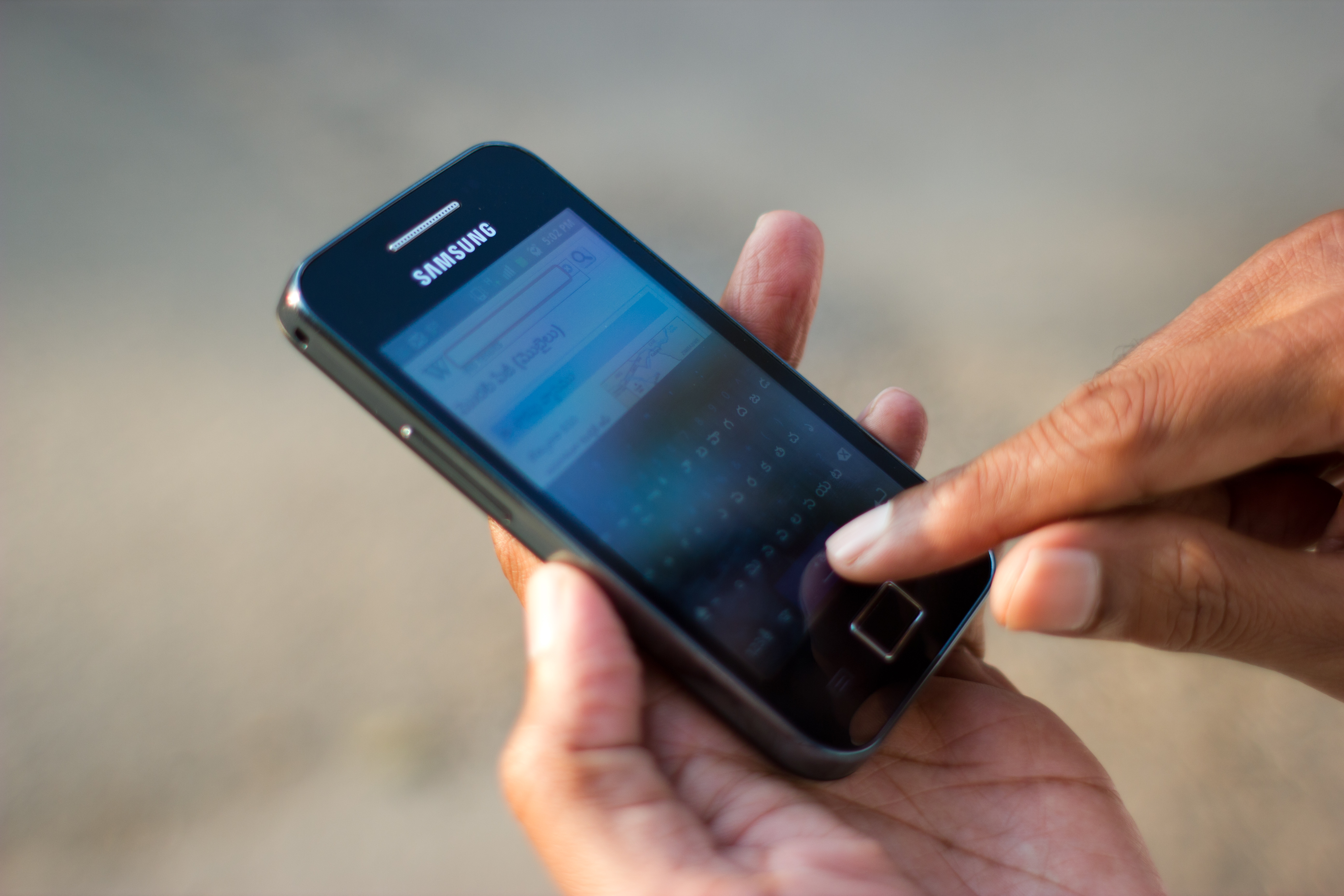
スマートフォンのタッチスクリーン
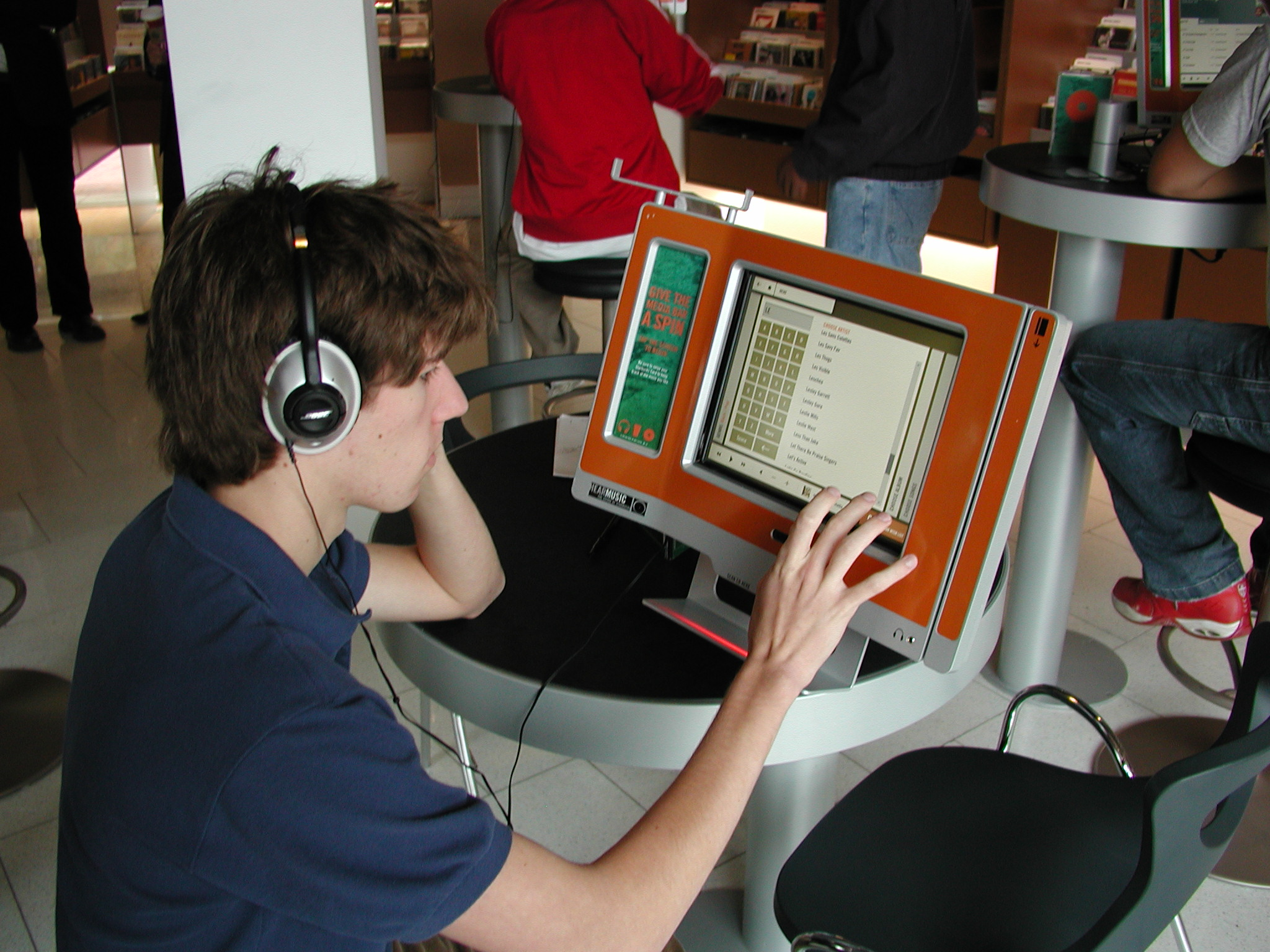
タッチスクリーン
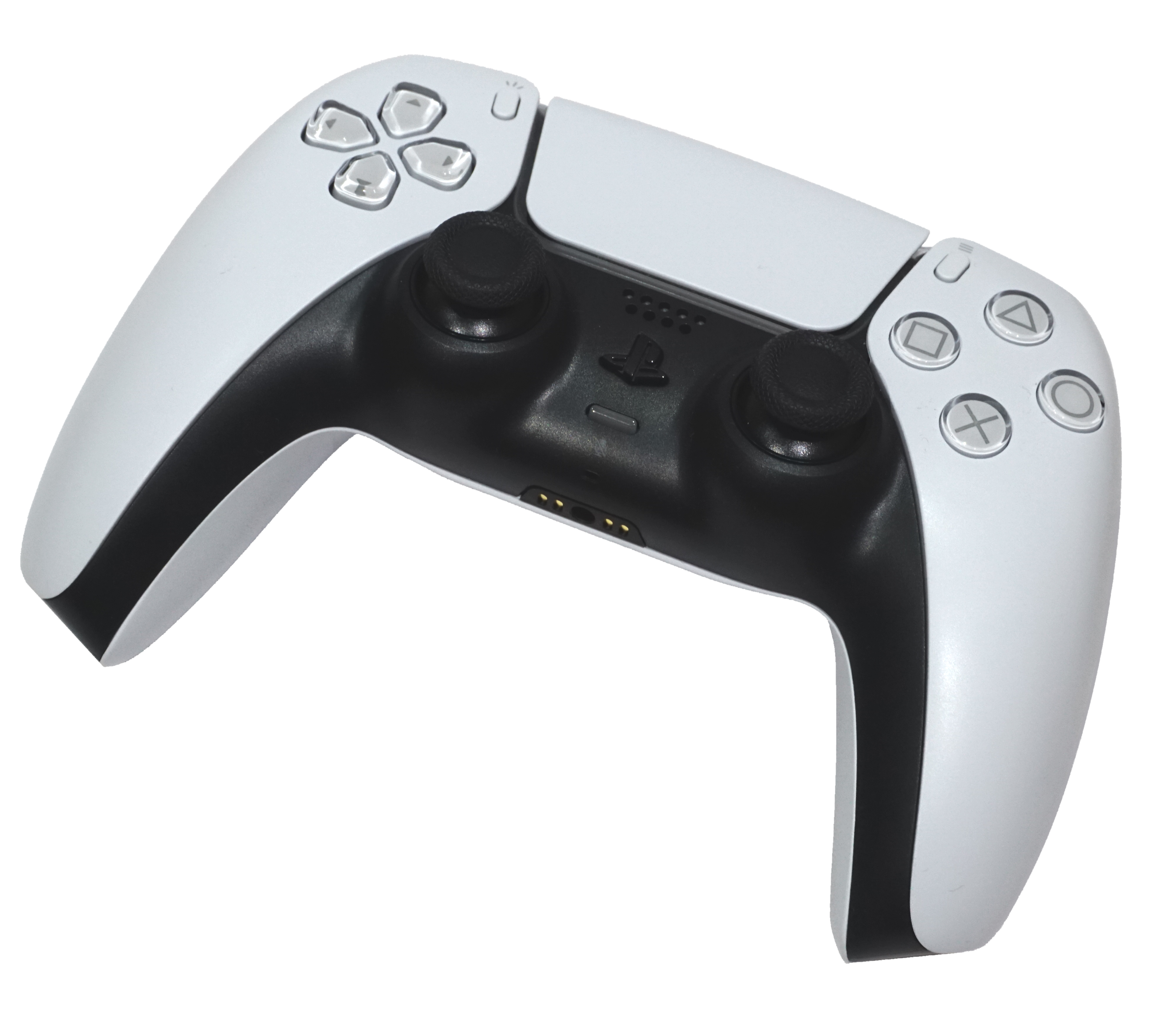
PS5のコントローラのジョイスティック（手前ふたつの黒いレバー）
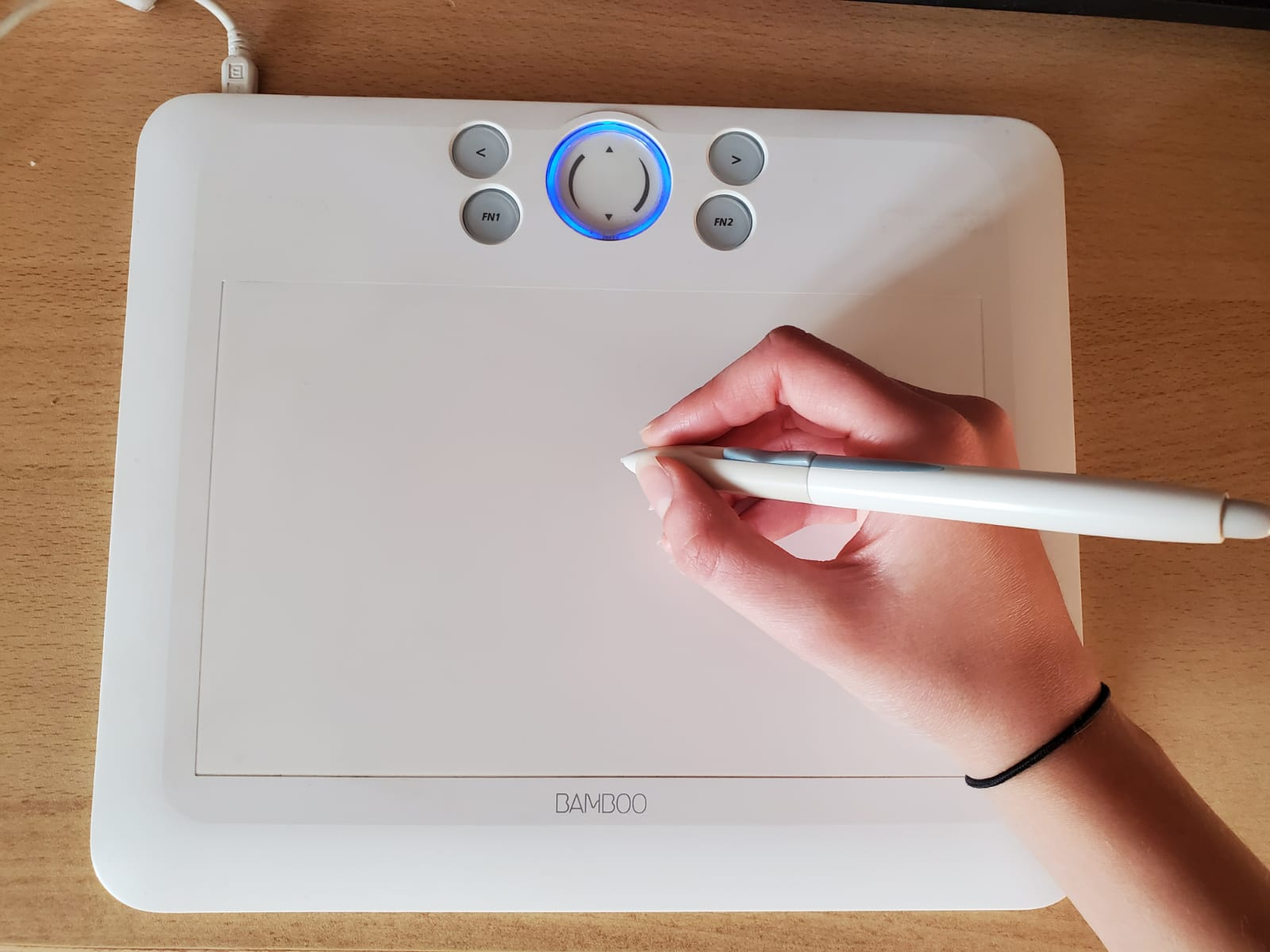
ペンタブレット
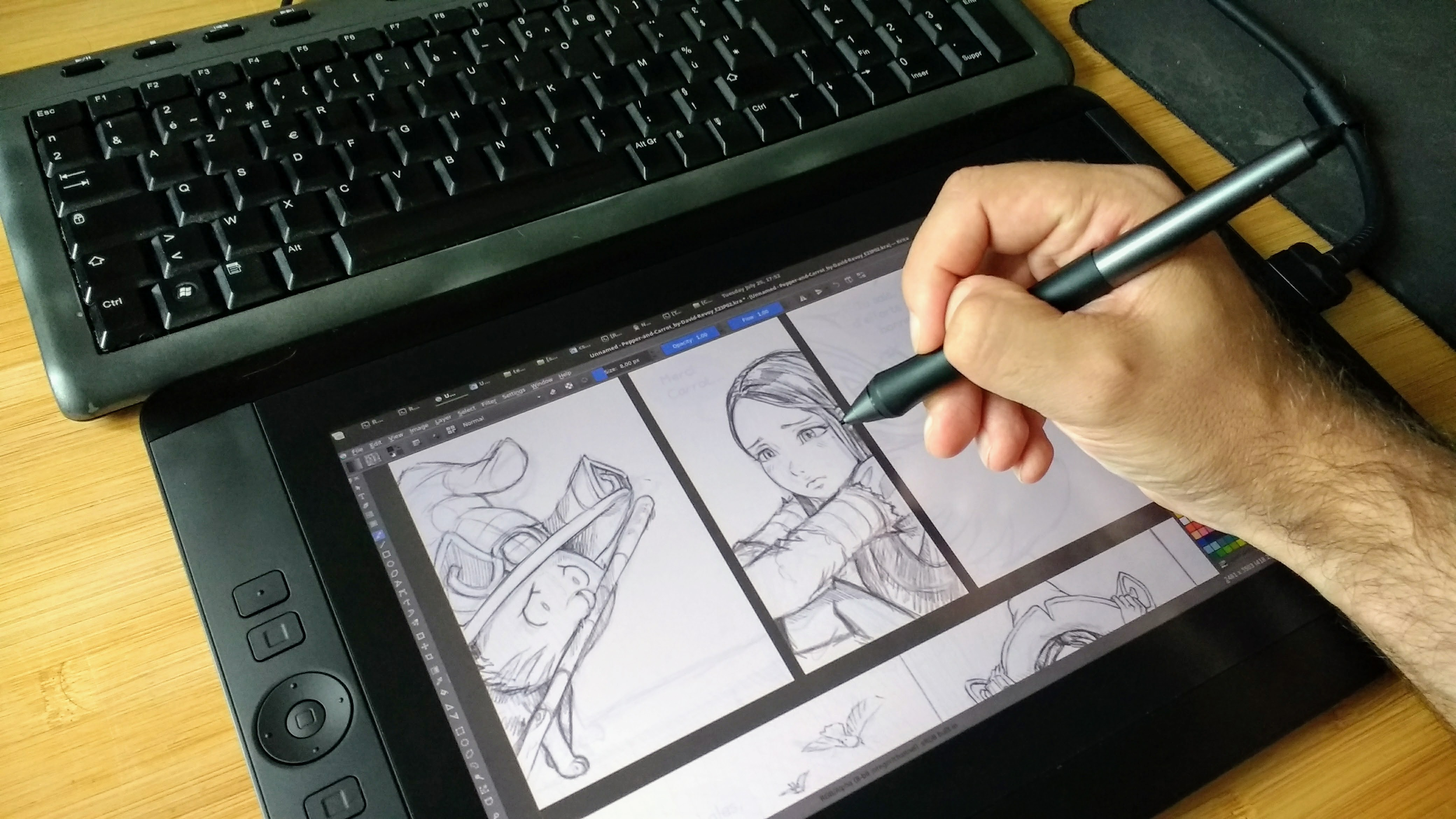
表示スクリーンとペンタブレットが一体化した装置。
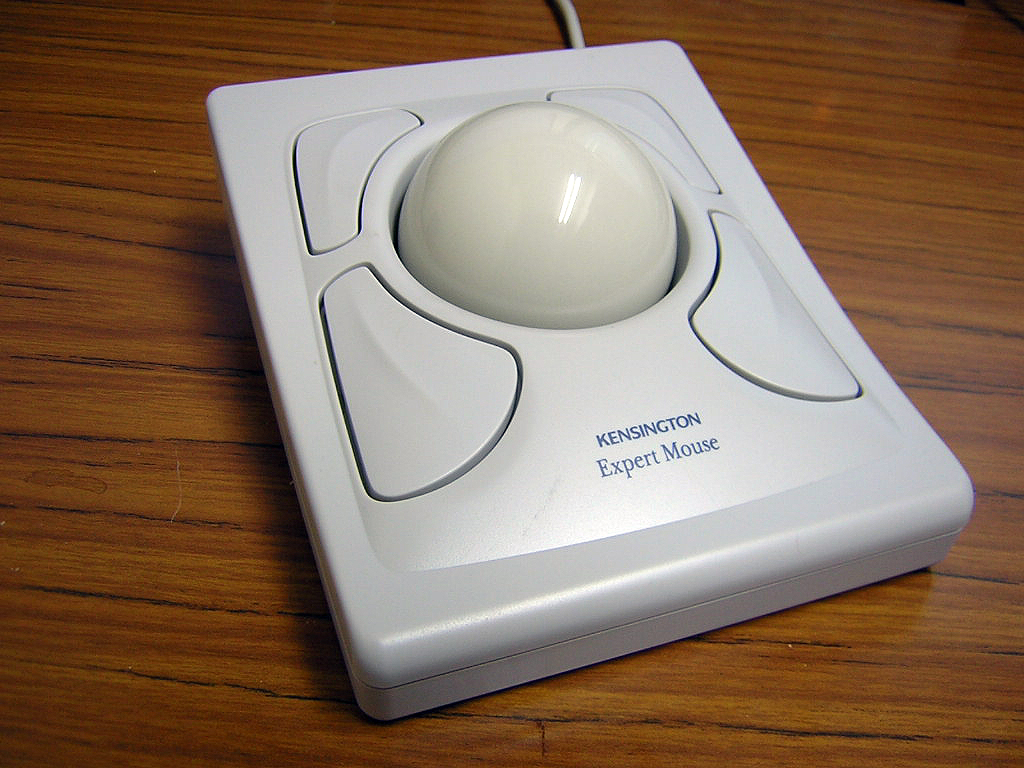
トラックボール

## 多様化
PCなどでは手で操作するポインティングデバイスが多いが、それ以外にも、足で操作するフット型もしくは足踏み型のポインティングデバイスもあり、物を抱えて両手が塞がっていても操作できる。また重度の障害をもつ使用者向けに瞳孔の位置や動きを追尾し視点に従いカーソルが連動し瞬きでクリック相当の動きをする瞳孔マウス、指紋の模様をあらかじめ登録しておき指先を動かした際に生じる微細な指紋の模様のねじれを検出してポインタ移動に変換するもの、航空機の姿勢検出に用いられることの多いジャイロスコープと同等の機構を持つことで上下左右の動きに合わせて3次元方向の信号を検出しポインタとして映し出すもの等、様々な用途・目的に応じた機構のものが生み出されている。
最近では、頭にバンド状の装置を装着し脳波の変動を利用する脳波マウスも販売されている。